# ملف الأرشفة
ملف الأرشفة (بالإنجليزية: Archive file)‏ هو ملف يتكون من واحد أو أكثر من ملفات الحاسوب مع بيانات وصفية (Metadata)، تُستخدم ملفات الأرشيف لجمع بيانات عدة ملفات معًا في ملف واحد لسهولة النقل والتخزين أو ببساطة لضغط الملفات لاستخدام كميات أقل من مساحة التخزين، تحتفظ ملفات الأرشفة غالبًا على ملفات الأرشيف على بنية الدليل، وعلى كشف الأخطاء وتصحيحها وعلى تعليقات وربما على تعمية.